# Кен Матингли
Томас Кенет Матингли II (енгл. Thomas Kenneth Mattingly II), познатији као Кен Матингли (енгл. Ken Mattingly; Чикаго, 17. март 1936 — Синсинати, 31. октобар 2023) био је амерички пилот и астронаут. Изабран је за астронаута 1966. године.
Пре него што је изабран за астронаута, летео је као борбени пилот у Америчкој ратној морнарици, којој се придружио по завршетку факултета 1958. године. Након летачке обуке коју је успешно окончао, летео је на разним типовима авиона, највише на Даглас А-1Х Скајрејдеру и Даглас А-3Б Скајвориору. Служио је на неколико носача авиона. Селекција НАСА затекла га је као полазника елитне школе Ратног ваздухопловства САД за пробне пилоте у ваздухопловној бази Едвардс, Калифорнија (што је интересантно, будући да Ратна морнарица чији је Матингли официр био поседује своју Школу, у Пакс Риверу, Мериленд), 1966. године.
Пре него што се отиснуо пут свемира, Матингли је најпре служио у помоћној посади на мисији Аполо 8, а касније је постављен за резервног пилота командног модула на мисији Аполо 11. Након што је посада Апола 13, на челу са Аланом Шепардом померена на следећи лет, Матингли са својом екипом добија задужење да лети ову мисију. Међутим, два дана пред полетање, у априлу 1970. године, лекарски налаз је показао да су астронаути били изложени богињама. Лавел и Хејз су били имуни, с обзиром да су их у детињству већ прележали, али Матингли није, и веровало се да ће се разболети при планираном повратку астронаута са Месечевог тла. Уместо Матинглија, у седиште пилота командног модула ускочио је Џек Свајгерт, а Матингли је мисију провео помажући у безбедном повратку астронаута на Земљу. Никада није добио богиње.
Први пут у свемир Матингли је полетео 1972. године, у својству пилота командног модула мисије Аполо 16, када је обавио и шетњу у отвореном свемиру. Након тога је остао у служби НАСА и током Спејс-шатл програма. Два пута је командовао Спејс-шатл мисијама, СТС-4 и СТС-51-Ц, хронолошки 1982. и 1985. године. Исте године је и напустио НАСА-у, а догодине се у чину контраадмирала пензионисао и из Ратне морнарице САД.
Током каријере је забележио 7.200 часова лета, од тога 5.000 на млазњацима. У свемиру је провео 21 дан. Један је од 24 човека који су путовали на Месец. Такође, уз Џона Јанга, једини је човек који је путовао на Месец и управљао Спејс-шатлом.
Премда рођен у савезној држави Илиноис, Матингли је одрастао на Флориди. По завршетку средње школе 1954. године, пошао је на студије на Универзитет Оберн, дипломиравши ваздухопловну технику 1958. године. У младости Матингли је био члан Младих извиђача САД и имао је други по реду чин, Life Scout.
По напуштању НАСА и Ратне морнарице, Матингли се отиснуо у приватни сектор. Налазио се на месту директора Одељења за подршку свемирским станицама компаније Граман, као и потпредседника компаније Локид Мартин, где је био задужен за развој суб-орбиталног авиона, Х-33. Радио је и за компаније General Dynamics, где је био одговоран за Атлас ракетне појачиваче, као и за компанију Systems Planning and Analysis. Члан је неколико кућа славних и носилац бројних друштвених признања, цивилних и војних одликовања. Оженио се 1970. са Елизабет Елен Дејли, са којом се у међувремену растао. Имају једног сина.

## У популарној култури
Глумац Гари Синис је глумио Матинглијев лик у филму Аполо 13, базираном на књизи Изгубљени Месец коју је написао Џим Лавел.

## Галерија
- Кен Матингли (стоји, други здесна) са својом астронаутском селекцијом, 1966. године
- Оригинална посада Апола 13, слева надесно: Џим Лавел, Кен Матингли и Фред Хејз, 1969. године
- Кен Матингли као астронаут Апола 13, 1969. године
- Кен Матингли на лансирној рампи, 1970. године
- Кен Матингли (други здесна) са Џеком Свајгертом (први здесна), Џимом Лавелом и Диком Слејтоном (први слева), уочи лета Аполо 13, 1970. године
- Кен Матингли као астронаут Апола 16, 1972. године
- Кен Матингли (носи кацигу команданта Јанга са црвеном штрафтом) са Чарлс Дјуком током шетње дубоким свемиром, 1972. године
- Кен Матингли као командант Спејс-шатла, 1982. године
- Кен Матингли (десно) и Хенри Хартсфилд, посада СТС-4, 1982. године
- Кен Матингли и његов копилот Хенри Хартсфилд салутирају брачном пару Реган, 1982. године
- Председник САД Роналд Реган са супругом Ненси, у разговору са астронаутима Матинглијем и Хартсфилдом након њиховог свемирског лета, 1982. године
- Кен Матингли (чучи доле десно) као командант посаде СТС-51-Ц, 1985. године
- Кен Матингли у униформи контраадмирала Ратне морнарице САД, 1985. године